# Кени Роџерс
Кенет Реј Роџерс (енгл. Kenneth Ray Rogers; Хјустон, 21. август 1938 — Колберт, 20. март 2020) био је амерички певач, текстописац, глумац и музички продуцент. Један је од најуспешнијих америчких кантри музичара и један је од музичара са најпродаванијим албумима. Два његова албума уврштени су у „200 најутицајнијих кантри албума икада”. Члан је Куће славних кантри музике.

## Дискографија
Студијски албуми
- Love Lifted Me
- Kenny Rogers
- Daytime Friends
- Love or Something Like It
- The Gambler
- Kenny
- Gideon
- Share Your Love
- Love Will Turn You Around
- We've Got Tonight
- Eyes That See in the Dark
- What About Me?
- The Heart of the Matter
- They Don't Make Them Like They Used To
- I Prefer the Moonlight
- Something Inside So Strong
- Love Is Strange
- Back Home Again
- If Only My Heart Had a Voice
- Vote for Love
- Across My Heart
- She Rides Wild Horses
- There You Go Again
- Back to the Well
- Water & Bridges
- The Love of God
- Amazing Grace
- You Can't Make Old Friends